# کردمور (کارولینای شمالی)
کردمور (به انگلیسی: Creedmoor) شهری در ایالت کارولینای شمالی کشور ایالات متحده آمریکا است که جمعیت آن در سرشماری سال ۲۰۱۰ میلادی، ۴٬۱۲۴ نفر بوده‌است.